# دوبرامشل
دوبرامشل (به لهستانی:  Dobramyśl) یک روستا در لهستان است که در گمینا اوشچنا (استان لهستان بزرگ‌تر) واقع شده‌است.